# Interpretation (Musik)
Interpretation oder (musikalischer) Vortrag bezeichnet in seiner musikpraktischen Bedeutung zunächst die Ausführung einer Komposition durch einen oder mehrere Musiker in öffentlicher Aufführung oder als Tonaufzeichnung.
Daneben gibt es die musikwissenschaftliche Bedeutung als erläuternder, auslegender Kommentar zu einer Komposition, der über die Werkanalyse hinausgeht. Die wissenschaftliche Auseinandersetzung mit musikalischer Interpretation ist die Interpretationsforschung.

## Interpretation als Darbietung von Musik

Der vergötterte Interpret: Franz Liszt in einer Karikatur von 1842

Unter Interpretation versteht man in der Musik vor allem die Ausführung einer in Notenschrift fixierten Komposition durch den oder die Interpreten (Sänger, Instrumentalisten). Es handelt sich dabei um einen Vorgang, der der so genannten klassischen Musik eigen ist und so in keiner anderen Musikkultur (außereuropäische Musik, Popmusik, Jazz, Folklore usw.) bekannt ist. Der Grund liegt darin, dass in anderen Musikkulturen keine Form der Darstellung von Musik angestrebt wird, die an Exaktheit der Notenschrift entspricht. Das hat zur Folge, dass es dort in einer musikalischen Darbietung neben dem überlieferten Anteil immer auch einen spontanen Anteil gibt, der im Moment der Darbietung ergänzt wird (vgl. Improvisation), oder bei dem es sich um einen vom ausführenden Musiker selbst vorbereiteten Anteil handelt (Arrangement). Insofern unterscheiden sich auch „Coverversionen“ von „Interpretationen“.
Der klassische Interpret hingegen führt in aller Regel in einer musikalischen Darbietung genaueste Vorgaben hinsichtlich Tonhöhen und Tondauern aus und hat praktisch keinen Raum für eigene Ergänzungen. Persönliches Profil erhält die Interpretation durch Entscheidungen, die an den Stellen getroffen werden, an der die Notation keine exakten Angaben zu den Parametern Intensität, Dauer und Klangfarbe macht.
In erster Linie betreffen diese
- Spieltempo (genaueste Tempoangaben mithilfe des Metronoms erwiesen sich als nicht durchsetzungsfähig genug, um dem Interpreten diese Entscheidung abzunehmen),
- feine Abweichungen vom Grundtempo eines Stückes in seiner Darbietung (Rubato, Agogik),
- Dynamik (keine genauen Lautstärkeangaben, viel Interpretationsfreiraum),
- Charakterisierung des Rhythmus durch minimale Abweichungen von der mathematisch exakten Ausführung,
- Gestaltung der jeweiligen Klangfarbe sowie
- Artikulation.

Zusammengenommen ergibt sich ein kreativer Spielraum, wie ihn die exakten Vorgaben im Notentext nicht erwarten lassen und die außerordentliche Unterschiede von Interpretationen eines Werkes zulassen.
Eine gelungene Interpretation zeichnet sich dadurch aus, dass sie das volle Klang-, Ausdrucks- und Wirkungspotential des interpretierten Werkes entfaltet. Die Arbeit des Interpreten ist darin der des Schauspielers vergleichbar, wobei die im Notentext fixierten Vorgaben noch enger sind.

### Das Problem der Werktreue

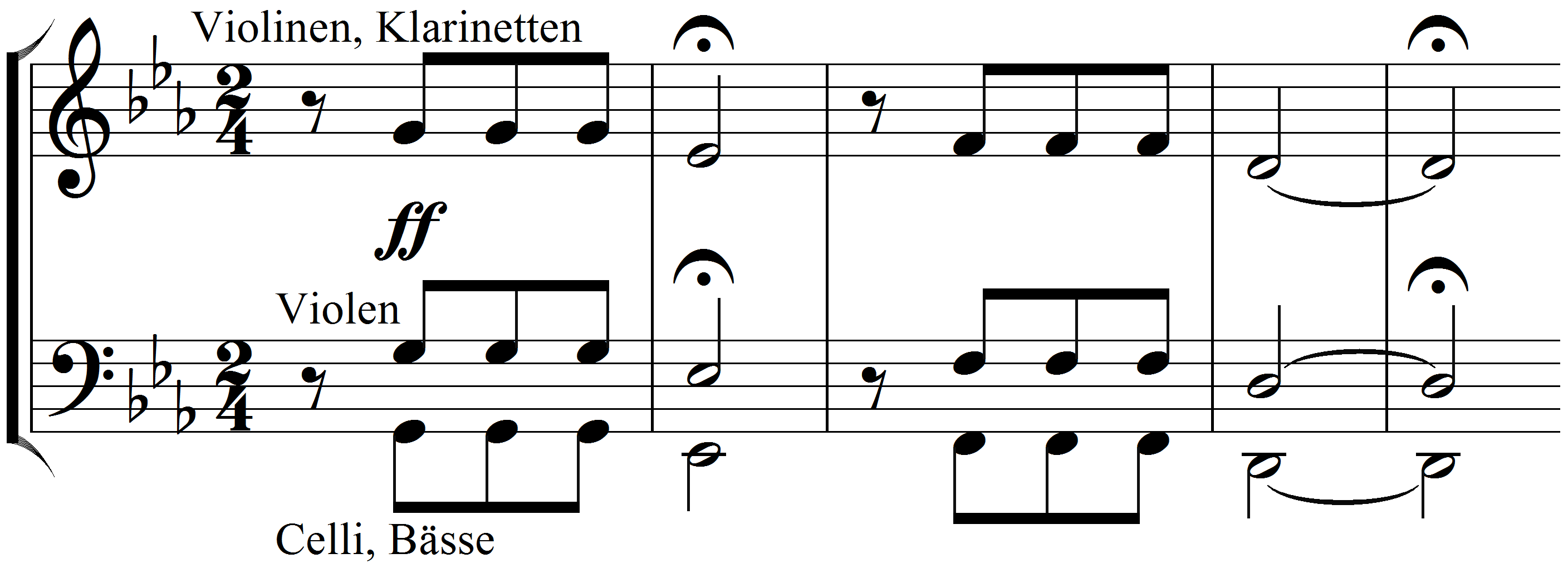
Das Kopfmotiv des 1. Satzes der 5. Sinfonie von Beethoven: Von Anfang an ist das schnelle Tempo „allegro con brio“ vorgeschrieben.

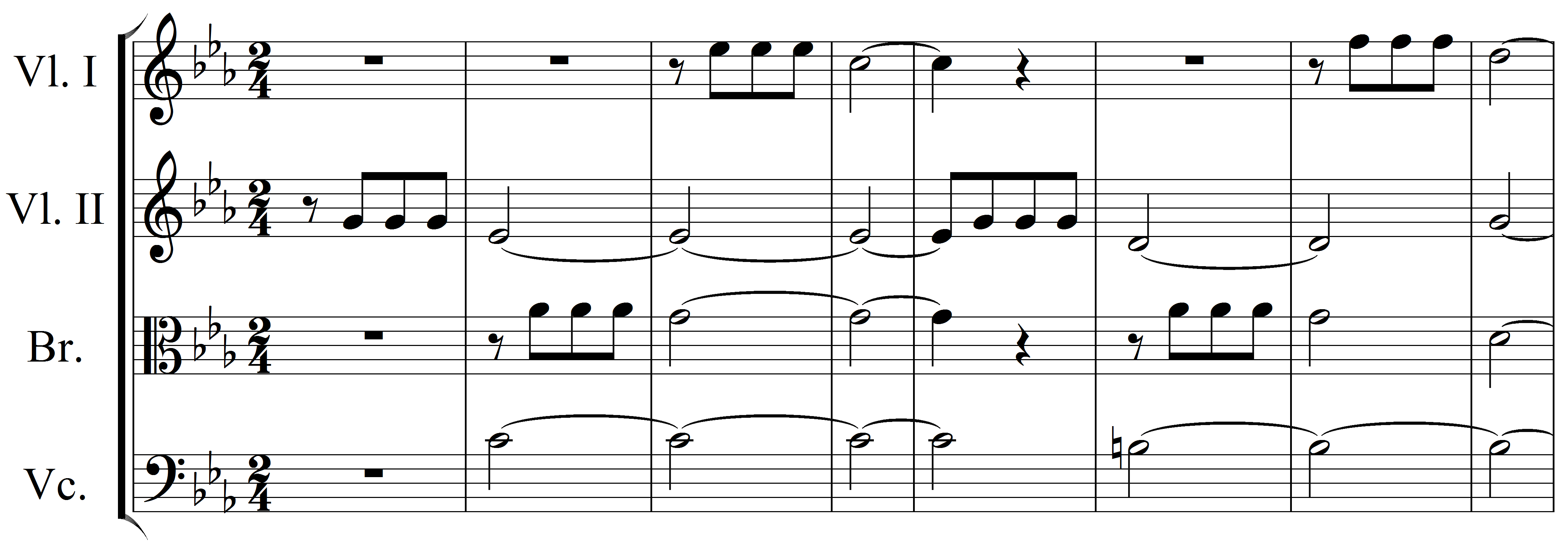
Die Fortsetzung des Kopfmotivs: Dem Notentext nach sind hier die Achtel ebenso schnell wie im Kopfmotiv selbst. Gelegentlich werden sie aber im Kopfmotiv langsamer gespielt.

Die Präzision, mit der Musik in einem Notenbild ausgedrückt werden kann, und auf der anderen Seite die Grenzen dieser Präzision, führen zu dem Problem der Werktreue. Damit ist die möglichst unverfälschte Wiedergabe des Notentextes unter Berücksichtigung der Tradition, in die das jeweilige Stück in stilistischer Hinsicht (Aufführungspraxis) gehört, gemeint. Eine wirkungsvolle Interpretation kann demnach dennoch als nicht gelungen angesehen werden, wenn die Freiheiten, die sich der Interpret nimmt, ihn – nach dem Verständnis des Zuhörers – „zu weit“ von den Angaben des Notentextes entfernen. Gravierende Eingriffe in das in Noten fixierte Material selbst kommen dabei recht selten vor und gelten zudem nicht mehr als Interpretation, sondern als „Bearbeitung“. Häufig sind dagegen Tempowechsel, die nicht vorgeschrieben sind und über das Rubato hinausgehen, sowie Freiheiten gegenüber den Vorschriften zur Dynamik und Artikulation.
Wie schwierig es ist, die Grenzen der Werktreue zu bestimmen, zeigt ein Beispiel für Interpretationsunterschiede am Anfang des ersten Satzes von Beethovens 5. Sinfonie: Vorgeschrieben ist „allegro con brio“, also ein schnelles Tempo. Es ist nirgendwo ein Tempowechsel angegeben, allerdings enthalten die langen Noten Fermaten, sie sollen demnach so lange gehalten werden, wie es der Interpret für richtig hält. Den Noten nach müssten die drei Achtel zu Beginn genauso schnell gespielt werden, wie die Achtel im Verlauf des ganzen Satzes, die hier immerhin den kürzesten („schnellsten“) Notenwert darstellen.
In der Darbietung von Georg Solti werden die Anfangsachtel tatsächlich im selben Tempo gespielt wie die Achtel während des ganzen Satzes, es handelt sich also um eine exakte Umsetzung der Partitur.
Wilhelm Furtwängler dagegen nimmt die ersten drei Achtel wesentlich langsamer, als er die Achtelnoten im Laufe des Satzes spielen lässt, obwohl die Partitur keinen entsprechenden Hinweis enthält. Er hält zudem die Fermaten extrem lang und intensiv, außerdem die zweite Fermate noch deutlich länger als die erste. Nach seiner Interpretation könnte man also annehmen, dass über den ersten fünf Takten die Vorschrift „maestoso“ stehe und das „Allegro con brio“ als vorgeschriebener Tempowechsel erst über dem sechsten Takt erscheint.
Auf den ersten Blick ist Soltis Interpretation demnach werkgetreu, Furtwänglers nicht. Bei Furtwängler sind die ersten drei Töne, wenn sofort das Endtempo aufgenommen wird, so schnell vorbei, dass der davon überraschte Hörer das Motiv möglicherweise nicht richtig wahrnimmt. Wenn man davon ausgeht, dass es letztlich darauf ankommt, was der Hörer versteht, kann unter dieser Perspektive auch Furtwänglers Interpretation jedoch als werkgetreu gelten. Was die Länge der Fermaten angeht, liest („interpretiert“) Furtwängler die Informationen anders als Solti. In der Partitur ist der zweite Fermatenton im 5. Takt („d“) genau um den davor stehenden Takt länger als der erste („es“) im 2. Takt. Solti versteht den vierten Takt demnach als im schnellen Haupttempo zu spielen, addiert also bei der zweiten Fermate höchstens dessen Länge zu der Länge der Fermate dazu. Furtwängler dagegen liest die Fermate als gültig für die Takte 4 und 5, da für ihn offenbar die unterschiedliche Notation desselben Motivs in den Takten 1/2 zu den Takten 3 bis 5 keinen Sinn ergibt. Er spielt die zweite Fermate also fast doppelt so lang wie die erste.

### Werktreue und Aufführungspraxis
Die Gleichsetzung von Texttreue und Werktreue wird zusätzlich problematisch, je weiter man sich in die Vergangenheit begibt und je mehr Kenntnisse der jeweiligen Aufführungspraxis eine Rolle spielen. Zu jeder Zeit existierten aufführungspraktische Konventionen, die entweder von denjenigen Möglichkeiten, die der Notentext nach der Definition seiner Zeichen zulässt, nur eine bestimmte Auswahl zuließen oder Abweichungen vom Geschriebenen duldeten oder gar forderten. Der Komponist einer Epoche, in der die Aufführungspraxis entsprechende Abweichungen forderte, ging demnach davon aus, dass sich die Ausführenden nach diesen Konventionen richten. Werktreue bedeutet dann für heutige Interpreten, dass man den Notentext unter Berücksichtigung dieser Konventionen (die uns bei alter Musik nur unvollständig bekannt sind) interpretiert. So gehört zur Ausführungspraxis eines romantischen Klavierstücks eine wesentlich stärkere Agogik als zu einem Werk des Barock, umgekehrt zu einem barocken Adagio die Verwendung von Verzierungen, auch wenn diese nicht vorgeschrieben sind. Wie konkret zu verzieren ist, stellt den stilistischen Geschmack eines Interpreten vor eine große Herausforderung.
Werktreue lässt sich damit dann letztlich nicht präzise bestimmen, wenn der Notentext, die Sekundärquellen und die Aufführungstradition uns die Werke selbst im Prinzip nur unvollständig überliefern. Dasjenige, welchem man treu bleiben soll, ist also nicht vollständig bekannt. Zudem ist es überhaupt umstritten, ob es für einen Interpreten nicht höhere Kriterien als die Werktreue geben muss. Gottschewski vertritt zum Beispiel die These, dass es ein höheres Kriterium geben muss, „gute Musik zu machen“, dem gegebenenfalls die Werktreue weichen muss, wenn die Qualität des Werkes in bestimmten Punkten zu wünschen übrig lässt. Derselben Ansicht folgten etwa auch Richard Wagner und Gustav Mahler bei der Aufführung von Beethovens Symphonien, da sie meinten, Beethoven habe wegen der Unvollkommenheit der Instrumente seiner Zeit nicht alles so komponieren können, wie er es bei besseren Bedingungen hätte komponieren wollen. Dieser Ansicht wird allerdings von Anhängern der Historischen Aufführungspraxis entweder im Einzelnen (indem die Unvollkommenheiten, gegen die Wagner und Mahler kämpften, als erst durch die Veränderung und Vermehrung der Orchesterinstrumente nach Beethoven zustande gekommen angesehen werden) oder sogar insgesamt (dass nämlich die Musik jeder Epoche im Rahmen ihrer spezifischen Bedingungen perfekt gewesen sei) widersprochen.

### Geschichte
Mit zunehmender Differenziertheit der Notation waren bereits seit der Renaissance Musiker als Ausführende exakt vorgegebener Stimmen tätig. Anders war die Organisation größerer Besetzungen auch nicht möglich. Allerdings gab es charakteristische Freiräume bezogen auf die Anwendung und Ausführung von Verzierungen sowie auf die Ausführung des Cembalo-Parts im Generalbass-Spiel.
Der Interpret im heutigen Sinne ist weitgehend eine Erfindung des neunzehnten Jahrhunderts. Bis dahin waren Komponisten in aller Regel auch die Interpreten ihrer eigenen Werke (vgl. W. A. Mozart) bzw. populäre Instrumentalisten auch die Komponisten der Werke, die sie darboten (vgl. N. Paganini). Eine Ausnahme stellten die Sänger dar, die als rein ausführende Künstler allerdings nur im Rahmen von Musiktheater zu außerordentlicher Berühmtheit gelangen konnten.
Eine Wende für die Instrumentalmusik trat ein, als die bürgerliche Konzertkultur die höfische Musikkultur verdrängte. Hier hielten sich zunehmend bestimmte Komponisten im Repertoire der Konzertprogramme, die Ausführung von Eigenkompositionen nahm entsprechend ab. Mit Interpreten wie Clara Schumann, Hans von Bülow und Joseph Joachim etablierten sich reine Instrumentalisten bzw. Dirigenten als bedeutende Musiker ihrer Zeit und mit ihnen die Interpretation als eigenständiger künstlerischer Vorgang. Im 20. Jahrhundert nahm mit dem Überwiegen nichtzeitgenössischer Musik im Konzertrepertoire und durch die Verfügbarkeit von Interpretationen in Schallaufzeichnungen (Rundfunk, Schallplatte) die Bedeutung der Interpreten weiter zu, bis sie schließlich zu den eigentlichen Trägern des Musiklebens in der „klassischen Musik“ wurden, während sich die Komponisten zunehmend in spezialisierte Konzertreihen oder Festivals abgedrängt sahen (vgl. Donaueschinger Musiktage), in denen gelegentlich auch die Rolle des Interpreten experimentell variiert wurde (vgl. John Cage, Karlheinz Stockhausen, Earle Brown). Die Aufmerksamkeit, die Interpreten wie Yehudi Menuhin und David Oistrach (Violine), Arthur Rubinstein und Vladimir Horowitz (Klavier), Maria Callas und Dietrich Fischer-Dieskau (Gesang) oder Dirigenten wie Herbert von Karajan und Leonard Bernstein auf sich zogen, wurde von Komponisten der gleichen Generation nicht mehr erreicht.
In den nachfolgenden Generationen kam es nicht mehr zu solchen alles überragenden Karrieren, da sich der Entfaltungsraum jüngerer Interpreten immer mehr einschränkte: Einerseits liegt dies an einer gewissen Stagnation im Repertoire – die Werke der zeitgenössischen Komponisten etablierten sich ebenso wenig in den Konzertprogrammen wie die „Entdeckung“ weniger bekannter Komponisten früherer Epochen (z. B. Muzio Clementi) – andererseits an der unbegrenzten Verfügbarkeit mustergültiger Interpretationen als Schallaufzeichnung, die ihrerseits gewissermaßen in den Rang von „Meisterwerken“ erhoben wurden (z. B. Einspielungen von Artur Schnabel (Klavier) oder Arturo Toscanini (Dirigent)). Die historische Aufführungspraxis (Harnoncourt, John Eliot Gardiner), die es sich zur Aufgabe machte, in einer Interpretation auch die zu einer entsprechenden Epoche gehörenden stilistischen und spielpraktischen Bedingungen zu rekonstruieren, sorgte da nur vorübergehend für einen neuen Anschub.

## Interpretation als hermeneutisches Deuten von Musik

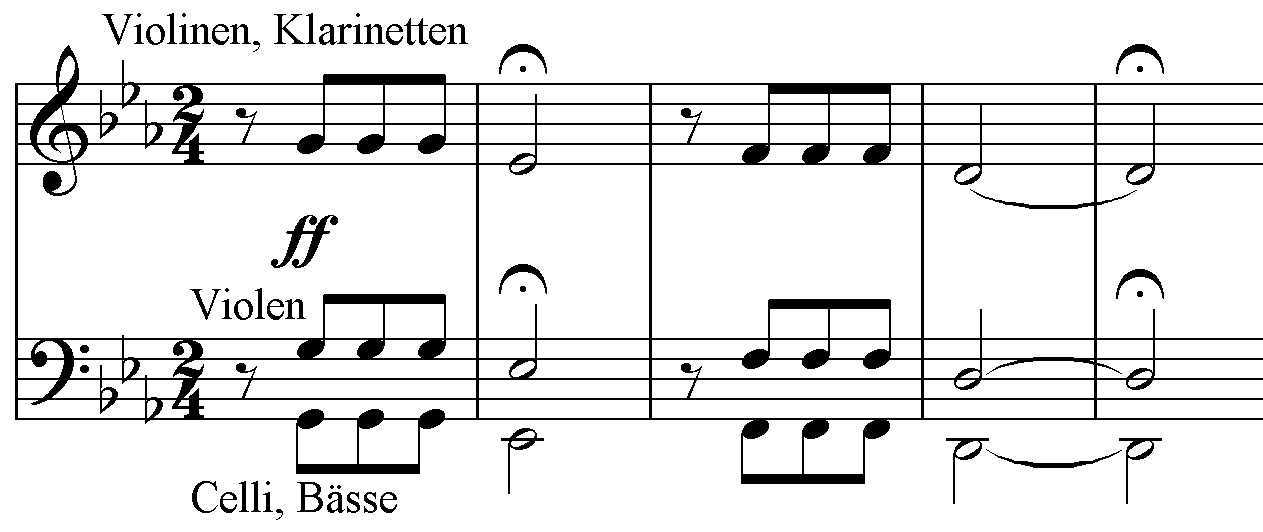
Der Beginn der 5. Sinfonie von Beethoven in der Analyse und in drei Interpretationen:
--Die Analyse ergibt: Grundrhythmus und Grundtonart werden durch die Fermaten und durch fehlenden Grundtonbezug, der z. B. durch einen Begleitakkord gegeben sein könnte, verborgen.
--Die rein musikalische Deutung: Das Anfangsmotiv soll ohne Anhaltspunkte zur rhythmisch/harmonischen Orientierung über den Zuhörer „hereinbrechen“.
--Die Deutung in abstrakten Begriffen: Das Anfangsmotiv versinnbildlicht den Einbruch des Unvorhergesehenen, Unvorhersehbaren und Unkontrollierbaren.
--Die quasi programmatische Deutung in (der Legende nach!) Beethovens eigenen Worten: „So klopft das Schicksal an die Pforte.“

Weitgehend in der Musikwissenschaft von Bedeutung ist Interpretation als erläuternder hermeneutischer („auslegender“) Kommentar zu einem Werk der „klassischen Musik“ hinsichtlich seines Ausdrucksgehalts, seiner Wirkung, und seiner „Aussage“. Dem steht die Analyse hinsichtlich seines Aufbaus und seines historischen Kontextes gegenüber, die der wissenschaftlich fundierten Interpretation allerdings immer zugrunde liegt.
Eine solche Interpretation benennt den Gehalt (die „Idee“, die „Vision“) eines Werkes. Dies kann auf rein musikalischer Ebene formuliert werden (Eggebrecht: Das Scherzo eines Streichquartetts von Haydn sei ein „Spiel mit metrischen Normen“), unter Benennung der „Affekte“ in abstrakten Begriffen (Eggebrecht: Der „Willensimpuls“ im Thema einer Beethovensonate) bis hin zu mehr oder weniger konkreten programmatischen Andeutungen.
Allerdings, da es sich um eine Übertragung von einem Medium (Musik) in ein anderes handelt (Sprache), ist gerade Letzteres spekulativ oder auf außermusikalische Hinweise angewiesen. Wenn die Musik hingegen selbst Informationen über den reinen Notentext hinaus aufweist, indem sie sich auf einen Text bezieht, dessen Vertonung sie ist (Lied, Oper, Oratorium), oder der als Programm zugrunde liegt (Programmmusik) dann beinhaltet Interpretation auch immer eine Darstellung der Wort-Ton-Verhältnisse. In reiner Instrumentalmusik ohne vorgegebene außermusikalische Bezüge (absolute Musik) können programmatische Andeutungen als Hilfe genommen werden, um auf einer Vergleichsebene dem Ausdrucksgehalt des interpretierten Musikstücks nahezukommen.
Ihren Niederschlag findet die Interpretation über die Musikwissenschaft hinaus in Begleittexten zu Kompositionen in Konzertführern, Konzertprogrammen oder CD-Booklets.
Geschichte
Eine Wurzel findet die Interpretation als hermeneutischer („auslegender“) Prozess in der Affektenlehre, in der Figurenlehre und in der Nachahmungsästhetik des Barock. Darin wird angenommen, dass bestimmte melodische Wendungen, bestimmte harmonische Folgen oder auch rhythmische Motive Gemütszuständen (Affekten) entsprechen. Aufgabe der Musik sei es, diese Zustände „nachzuahmen“. Für nicht anschauliche Begriffe bediente sich der Komponist u. U. auch eines Symbols in Tönen, einer „Figur“. Die Affektenlehre diente allerdings nicht der „Auslegung“ von Musik, sondern als eine theoretische Grundlage für den Komponisten.
In der Klassik kam diese Anschauung mehr und mehr außer Gebrauch, da einerseits „Nachahmung“ außermusikalischer Sachverhalte nicht mehr als Ziel musikalischen Schaffens angesehen wurde, und auch der Glaube an die Möglichkeit, „Affekte“ in musikalischen Formeln gleichsam zu katalogisieren, abnahm.
Im 19. Jahrhundert bildete sich mit dem Interesse an Musik vergangener Epochen die moderne Musikwissenschaft heraus, die ihre Aufgabe nicht mehr im theoretischen Vorbereiten von Musik, sondern mehr in ihrem „Verstehen“ sieht. Damit gewann die Affektenlehre als ein Schlüssel zum Verständnis der Musik bis zum Barock und der früheren Klassik wieder an Bedeutung. Ansonsten standen sich zwei Auffassungen gegenüber: Zum einen wurde Musik als autonom verstanden und als letztlich nicht „auslegbar“. Entsprechend entwickelten sich sehr differenzierte Analysemethoden, die sich allerdings rein auf musikalische Sachverhalte beziehen (Hugo Riemann). Demgegenüber steht die Auffassung, dass Musik durchaus „Sinn-“ und „Ideengehalt“ besitzt, auch wenn sich dieser nicht so konkret bestimmten musikalischen Mustern zuordnen lässt, wie in der Affektenlehre angenommen (in Anlehnung an Wilhelm Dilthey: Hermann Kretzschmar). Auch wenn dieser Ansatz immer etwas umstritten blieb, erwies er sich jedoch als hilfreich im Instrumental- oder im allgemeinen Musikunterricht.